# 共創スペース
共創スペース（きょうそうスペース）とは、オープンイノベーションを目的として、様々なバックグラウンドを持つ社内外の人材が交流、創造する場である。共創空間や共創施設ともいう。

## 概要
企業において、オープンイノベーションや新しい発想が求められることが多いが、最初の接点がうまく機能しないことが多かった。
そのため、「意図しない出会い」等を目的として作られた。その接点を作ることが目的の一つである。
内外の人材が出入りできる場所であり、最新情報を手に入れられ 最後にオシャレな空間であるものを共創スペースという。オシャレな空間であっても内外の人が出入りできないものは共創スペースには含まれない。

## 各企業による取り組み
2016年で富士通、7月にアクセンチュア、10月にSAPジャパンが設立した。NEC、日立製作所、日本IBM、パナソニック、ジェイテクト、JAL、AGC（旭硝子）、NTTコミュニケーションズといった企業も開設している。
ハッカソン、アイデアソン、フューチャーセンターの会場として使われることも多い。ただし、施設を作ったものの、使われていないという課題がある場合もあり、企業組織をオープンイノベーションに適応させる取り組みの一歩として、IT勉強会やフューチャーセンターの会場として社外に提供することで社外の人材と社内の交流も方法の一つである。

## コミュニティ型イノベーション
個人が組織に属しながら組織の垣根を越えて自由に集まり、様々なバックグラウンドを持つ人をつなぎ合わせることでコミュニティを作り、イノベーションをつくることをコミュニティ型イノベーションという。
多様だが、分散している人材をつなぎ合わせる人を交流型イノベータという。